# Universitat de Boston
La Universitat de Boston (Boston University; BU per les seves sigles en anglès) és una universitat privada localitzada a Boston, Massachusetts, (Estats Units). Encara que va ser oficialment establerta a Boston l'any de 1869, la universitat traça els seus orígens des de l'establiment de l'Institut Bíblic de Newbury, a Vermont, el 1839. La universitat va celebrar el seu Centenari el 1939 i el 1969.
Amb més de 3.000 docents al claustre i aproximadament 30.000 estudiants, la Universitat de Boston és la quarta universitat privada més gran als Estats Units i el quart establiment que dona més ocupacions a tota la ciutat. La Universitat ofereix títols de Grau, Màster i Doctorat a través de 18 escoles i facultats que operen a dos campus urbans separats. El campus principal està situat en la rivera del Riu Charles al barri Fenway-Kenmore de Boston. El Campus Mèdic Universitari de Boston es troba al barri de South End.